# Nea Skiti (Athos)

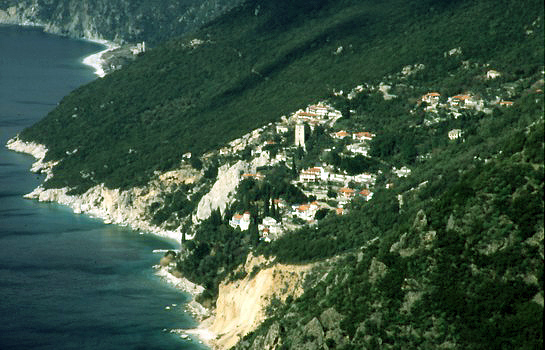
Νea Skiti.

Die Nea Skiti (griechisch Νέα Σκήτη) oder Skiti Isodiōn tis Theotokou (Σκήτη Εισοδίων της Θεοτόκου) ist eine Skite, welche zum Kloster Agiou Pavlou auf dem Berg Athos (Agion Oros) gehört. Sie liegt etwa 30 Gehminuten vom Hauptkloster entfernt; weitere 30 Minuten entfernt liegt die Skiti Agias Annas (Σκήτη Αγίας Άννας). In der Skite lebten zahlreiche einflussreiche Asketen der Bewegung der Kollyvades (Κολλυβάδες), unter anderem Nikodemos der Hagiorite (Νικόδημος Αγιορείτης), der Philosoph Kyrillos (φιλόσοφος Κύριλλος) und Athanasios von Mesolongi (Μεσολογγίου Αθανάσιος). Das Kloster ist dem Gedenktag Unserer Lieben Frau in Jerusalem gewidmet.

## Geographie
Die Skite liegt an der Westküste der Athos-Halbinsel, in der Nähe der Südspitze und in Luftlinie direkt unterhalb der Panagia-Kapelle auf dem Gipfel des Athos (Εκκλησία Παναγίας Ekklisia Panagias) liegen unweit weitere Einsiedeleien: die Kalyvi Agion Anargyron (Ιερά Καλύβη Αγίων Αναργύρων), die Kamara Agiou Athanasiou (Καμαρα Αγιου Αθανάσιου) und die Kelli Agiou Georgiou Kartsoneon (Ιερό Κελλί Αγίου Γεωργίου Καρτσωναίων). Die Skite ist nur durch Saumpfade oder mit dem Boot zu erreichen.

## Hauptkirche
Die Hauptkirche (Κυριακό Kyriako) steht am Südrand der Siedlung. Die „Sonntagskirche“ ist der Geburt Mariens gewidmet (Fest am 25. März). Der Bau wurde 1730 begonnen und dauerte bis 1757 an. Er wurde hauptsächlich durch Spenden aus Ioannina ermöglicht. 1901 wurde am Kyriako die Kapelle (παρεκκλήσι parekklisi) „Agios Konstantinos“ erbaut. Sie gilt als Grabstelle von drei Erzpriestern, welche in der Skite als Asketen gelebt hatten: Theofanis Lakedaimonias (Θεοφάνης Λακεδαιμονίας), Vissarion Rapsanis (Βησσαρίων Ραψάνης) und Gerasimos Chalepiou (Γεράσιμος Χαλεπίου). Am Vorplatz der Hauptkirche steht die Friedhofskapelle der Skite, welche dem Gedächtnis Aller Heiligen gewidmet ist und daneben das Gebeinhaus (οστεοφυλάκειο osteofylakio) in welchem die Gebeine der Mönche aus 400 Jahren aufbewahrt werden.
Die Bibliothek der Kirche umfasst 200 Manuskripte und etwa 500 Drucke. Die Manuskripte stammen hauptsächlich aus dem 19. Jahrhundert. Viele davon wurden von dem Schreibermönch Iakov (Ιάκωβος Iakovos) abgeschrieben.

## Einsiedeleien
Im Gebiet der Skite gibt es rund 30 sogenannte „Kalyves“ (καλύβες, wörtlich „Hütten“), in welchen etwa 40 Mönche leben. Diese Mönchszellen bestehen aus einem kleinen Andachtsschrein und mehreren Räumen und sind umgeben von einem kleinen Landstück.
Die Mönche beschäftigen sich mit Ikonenmalerei, Holzschnitzerei, Goldschmieden und dem Obstanbau, insbesondere von Zitrusfrüchten. Sie leben weitgehend idiorhythmisch.
Als schulbildende Vorbilder der Skete werden Cyrillianer (Κυριλλαίων), Abrahamianer (Αβραμαίων), Spyridonianer (Σπυριδωναίων), der Mönch Nikonos (Μοναχος Νίκωνος) und der Hieromonach Prodromos (Ιερομονάχος Προδρόμος) genannt.